# Ermächtigter Ausführer
Als Ermächtigter Ausführer wird ein Unternehmen bezeichnet, das vom Hauptzollamt eine Bewilligung zur vereinfachten Warenausfuhr erhalten hat. 
Die Ausfuhr von Waren wird durch den Wegfall der Warenverkehrsbescheinigung EUR.1 oder EUR-MED vereinfacht. Bei Warenverkehr EG-Türkei darf die vorausbehandelte Warenverkehrsbescheinigungen A.TR. verwendet werden. 
Ein Ermächtigter Ausführer muss durch seine innerbetriebliche Arbeits- und Organisationsanweisungen (A&O) sicherstellen, dass die Ursprungseigenschaft zweifelsfrei nachgeprüft werden kann. Dazu wurden Mindestanforderungen in der Dienstanweisung VSF Z 4216 der Zollverwaltung festgelegt.